# Hazal Kaya
Leyla Hazal Kaya (Estambul, 1 de octubre de 1990) es una actriz turca; se hizo conocida en gran parte de Latinoamérica por su participación como Nihal Ziyagil en Aşk-ı Memnu, adaptación de la novela clásica de Halid Ziya Uşaklıgil, protagonizó Adını Feriha Koydum como Feriha Yılmaz y Bizim Hikaye como Filiz Elibol.

## Biografía
Hazal empezó en el mundo de las artes escénicas aprendiendo ballet en su infancia. También tomó lecciones de violín durante siete años. Asistió al Liceo Italiano de Estambul. En 2009, comenzó sus estudios de Teatro y Artes Escénicas en la Universidad Bilgi de Estambul.
En 2007 obtuvo su primer papel protagónico en la serie de televisión Genco. En 2008 interpretó a Nihal Ziyagil en Aşk-ı Memnu, adaptación de la novela clásica de Halid Ziya Uşaklıgil al lado de Selçuk Yöntem y Beren Saat. En 2011 protagonizó Adını Feriha Koydum como Feriha Yılmaz junto a Çağatay Ulusoy. Kaya habla italiano e inglés fluidamente, además del turco que es su lengua materna.
El año 2014 el ICHRAPS (International Council for Human Rights, Arbitration, Politics and Strategic Studies) le otorgó la Medalla de excelencia para las figuras más influyentes en el mundo en la categoría de Arte, Música y Teatro junto a otros 38 personajes célebres en ese campo, entre ellos Youssou N'Dour, Miley Cyrus y Sandra Bullock.

## Vida personal
En 2013 inició una relación con el actor, cantante y director de cine turco Ali Atay. La pareja contrajo matrimonio el 6 de febrero de 2019 en el Hotel Fairmont Quasar.

## Filmografía

### Televisión
| Año       | Título                          | Personaje                | Nota            |
| --------- | ------------------------------- | ------------------------ | --------------- |
| 2006      | Sıla                            | Berrin                   | Invitada        |
| 2006      | Taşların Sırrı                  | Bengü                    | Invitada        |
| 2006      | Acemi Cadı                      | Pelin                    | Invitada        |
| 2007-2008 | Genco                           | Özge / Gülay Erkaya      | Protagonista    |
| 2008-2010 | Amor prohibido                  | Nihal Ziyagil            | Protagonista    |
| 2011-2012 | Behzat Ç. Bir Ankara Polisiyesi | Berna Ç.                 | Actriz Invitada |
| 2011-2012 | El secreto de Feriha            | Feriha Yılmaz Sarrafoğlu | Protagonista    |
| 2012      | Son Yaz-Balkanlar 1912          | Emine                    | Protagonista    |
| 2013      | A.Ş.K.                          | Azra Özak                | Protagonista    |
| 2015      | Maral                           | Maral Erdem              | Protagonista    |
| 2017-2019 | Bizim Hikaye                    | Filiz Elibol Aktan       | Protagonista    |
| 2020      | Menajerimi Ara                  | Ella misma               | Actriz Invitada |
| 2021      | Misafir                         | Gece / Güneş Yalçın      | Protagonista    |
| 2022      | Pera Palas'ta Gece Yarısı       | Peride / Esra Köksüz     | Protagonista    |

### Cine
| Año  | Título                        | Personaje    | Nota         |
| ---- | ----------------------------- | ------------ | ------------ |
| 2011 | Çalgı Çengi                   |              | Invitada     |
| 2011 | Behzat Ç. Seni Kalbime Gömdüm | Berna Ç.     | Invitada     |
| 2011 | Ay Büyürken Uyuyamam          | Hülya        | Protagonista |
| 2012 | Bu Son Olsun                  | Lale         | Protagonista |
| 2013 | Mavi Dalga                    | Arzu         | Invitada     |
| 2014 | İtirazım Var                  | Zeynep Bulut | Protagonista |
| 2016 | Kırık Kalpler Bankası         | Aslım        | Protagonista |
| 2022 | Benden Ne Olur                | Sertab Bal   | Protagonista |

## Videos musicales
| Año  | Music Videos                       |
| ---- | ---------------------------------- |
| 2008 | Aslı Güngör - İzmir Bilir Ya       |
| 2011 | Selçuk Balcı - Deniz Üstünde Fener |
| 2017 | Çağatay Akman - Bizim Hikaye       |

## Premios
| Premios y nominaciones | Premios y nominaciones                                                        | Premios y nominaciones                              | Premios y nominaciones |
| Año                    | Premio                                                                        | Categoría                                           | Resultado              |
| ---------------------- | ----------------------------------------------------------------------------- | --------------------------------------------------- | ---------------------- |
| 2010                   | Premios Kavram Olympic                                                        | Mejor actriz joven                                  | Ganador                |
| 2011                   | Premios Ayaklıgazete.com                                                      | Actriz más bella                                    | Ganador                |
| 2011                   | Dizifilm.com Oscars                                                           | Mejor actriz de drama                               | Ganador                |
| 2012                   | Ayaklıgazete.com                                                              | Mejor actriz en series de historia                  | Nominado               |
| 2012                   | Televizyondizisi.com                                                          | Actriz más popular                                  | Nominado               |
| 2012                   | Sosyalmedya.cc                                                                | Mejor actriz                                        | Ganador                |
| 2012                   | Eniyiyisec.com                                                                | Mejor actriz                                        | Ganador                |
| 2012                   | Bakmoda.com                                                                   | Mejor actriz                                        | Ganador                |
| 2013                   | Sayidaty Arab Journal                                                         | Mejor protagonista turca                            | Ganador                |
| 2013                   | 2.Crystal Mouse Media                                                         | Mejor actriz                                        | Nominado               |
| 2013                   | MagaziMedya.com                                                               | El rostro más hermoso de la pantalla turca          | Nominado               |
| 2013                   | Gazete5.com                                                                   | Mejor actriz                                        | Nominado               |
| 2013                   | Magazincity.com                                                               | Mejor actriz en TV                                  | Ganador                |
| 2013                   | Politics Magazin                                                              | Actriz del Año en televisión                        | Nominado               |
| 2013                   | YılınFenomeni.com                                                             | Actriz más asombrosa del Año                        | Nominado               |
| 2013                   | OMÜ 3. Media                                                                  | Mejor actriz                                        | Nominado               |
| 2014                   | Ayaklıgazete.com                                                              | Mejor actriz de drama                               | Nominado               |
| 2014                   | 2.Düzce University Media                                                      | Mejor actriz                                        | Nominado               |
| 2014                   | 5.KTÜ Media                                                                   | Actriz más admirada                                 | Nominado               |
| 2014                   | Bilgisefi.com                                                                 | Actriz más bella en Turkey                          | Nominado               |
| 2014                   | Felsebiyat Journal Cinema Nominees                                            | Actriz del Año                                      | Nominado               |
| 2014                   | The Medal of Excellence for the Most Influential Figures in the World Premios | Medall a la Excelencia                              | Ganador                |
| 2014                   | Top 33 Of The Most Beautiful Women On TV Premios                              | The Breathtaking Women                              | Ganador                |
| 2015                   | Lebanon Awards                                                                | Mejor actriz                                        | Ganador                |
| 2015                   | TelevizyonDizisi.com                                                          | Mejor actriz                                        | Nominado               |
| 2015                   | Marie Claire Turkey                                                           | Actriz favorita                                     | Nominado               |
| 2015                   | Eurasia Best                                                                  | Mejor actriz                                        | Nominado               |
| 2015                   | 4.Crystal Mouse Media                                                         | Mejor actriz                                        | Nominado               |
| 2016                   | 7.KTÜ Media                                                                   | Actriz más admirada                                 | Nominado               |
| 2017                   | Turkey Youth                                                                  | Mejor actriz de televisión                          | Nominado               |
| 2017                   | Latina Turkish Awards                                                         | Mejor escena de besos (Hazal Kaya - Çağatay Ulusoy) | Ganador                |
| 2017                   | Stars of the Year                                                             | Mejor actriz                                        | Nominado               |
| 2018                   | İÜ Student Council 1453                                                       | Yılın En İyi Kadın Oyuncusu                         | Nominado               |
| 2019                   | Latina Turkish Awards                                                         | Mejor actriz                                        | Ganador                |
| 2019                   | Latina Turkish Awards                                                         | Best TV Couple (Hazal Kaya - Burak Deniz)           | Ganador                |
| 2019                   | 19.Internet Media Best of the Year                                            | Best Actress in a TV Series                         | Ganador                |
| 2019                   | İstanbul Aydın University Communication                                       | Mejor actriz                                        | Ganador                |
| 2021                   | Premios Golden 61 de la Universidad de İstanbul                               | Mejor cara publicitaria del año                     | Nominado               |